# Кара-Чумиш (село)
Кара́-Чуми́ш (рос. Кара-Чумыш) — село у складі Прокоп'євського округу Кемеровської області, Росія.

## Населення
Населення — 107 осіб (2010; 147 у 2002).
Національний склад (станом на 2002 рік):
- росіяни — 87 %